# Fort de Flémalle
El Fort de Flémalle és un fort belga a l'altipla de Flémalle-Grande, un nucli del municipi Flémalle al marge dret del Mosa. És un dels sis forts llargs del cinturó de fortificacions militars construït engir de la ciutat de Lieja per a defensar-la contra la concupiscència francesa, prussiana o neerlandesa. La Posició Fortificada de Lieja en general formava part del Reducte Nacional del país. El Fort de Flémalle va ser construït entre 1881 i 1884 segons els plànols del general Henri Alexis Brialmont . A diferència dels forts francesos construïts a la mateixa època per Raymond Adolphe Séré de Rivières, el fort va ser construït exclusivament amb formigó no armat, un material nou, en lloc de maçoneria. El fort va ser fortament bombardejat per l'artilleria alemanya a la batalla de Lieja. Atacat tant a la Primera com a la Segona Guerra Mundial, el fort s'ha conservat com a museu.

## Història
El Fort de Flémalle es troba a uns 7 quilometres (4.3 mi) al sud-oest del centre de Lieja. Flémalle domina la vall del Mosa aigües amunt de Lieja.
El fort va construir-se en tres fases: de 1888 a 1892, de 1914-1918 per als alemanys i de 1931 a 1940. El pla original s'ha fet al segle xix sota la direcció del general Henri Alexis Brialmont. Junt amb el fort de Boncelles a l'altre marge del Mosa, havia de protegir la vall del Mosa, un eix naval i ferroviari molt important.
El fort va ser construït com un trapezoide irregular, gairebé triangular. Un 6-metre (20 ft) de profunditat per 8-metre (26 ft)Un fossat  envolta el fort. L'armament principal es concentrava al massís central. Els fossats estaven defensats en filada per canons de 57 mm en casamates semblants a bateries de contraescarpa, que disparaven a trampes de tret a l'altre extrem del fossat. El fort és un dels forts de Lieja més grans.
Amb l'excepció del Fort de Loncin, els forts belgues van preveure poques necessitats diàries de les seves guarnicions en temps de guerra, i van ubicar latrines, dutxes, cuines i el dipòsit de cadàvers a la contraescarpa del fort, una ubicació que seria insostenible en combat. Això tindria efectes profunds en la capacitat dels forts per suportar un assalt llarg. Les zones de servei es van situar just davant dels quarters, que s'obrien al fossat de la part posterior del fort (és a dir, davant de Lieja), amb menys protecció que els dos costats "sortints". Els forts de Brialmont van situar un costat més feble a la part posterior per permetre la recuperació per part de les forces belgues des de la rereguarda, i van ubicar els quarters i les instal·lacions de suport en aquest costat, utilitzant el fossat posterior per a la llum i la ventilació dels espais habitables. En combat, el foc intens dels obusos va fer que el fossat posterior fos insostenible, i les forces alemanyes van poder introduir-se entre els forts i atacar-los des de la rereguarda.
Els forts de Brialmont van ser dissenyats per estar protegits del foc d'artilleria, igual que els seus canons més pesants: 21 cm. El cim del massís central va utilitzar 4 metres de formigó no armat, mentre que les parets de la caserna, que es van considerar menys exposades, van utilitzar 1,5 metres. Sota el foc, els forts van patir danys de 21 cm de foc i no podia resistir artilleria més pesada.
Va tenir un paper important si més no va a la resistència de Lieja al moment de les invasions alemanyes a l'inici d'ambdues guerres mundials el 1914 i el 1940. El 1940, la guarnició va resistir sis dies als invasors, abans de sucumbir a la tecnologia superior de les armes alemanyes. Durant la campanya de 1914, només un soldat va morir, el 1940 n'eren tretze.

## Armament
L'armament de Flémalle incloïa dues torretes amb un sol canó 21. canó Krupp de 15 cm, una torreta de 15 cm amb dos canons i dos canons de 12 torreta de 57 mm amb dos canons Krupp, tots per a objectius distants. Es van proporcionar quatre torretes de 57 mm per a la defensa local. El fort també va muntar una torreta d'observació amb un reflector. Es van proporcionar onze canons de foc ràpid de 57 mm en casamates per a la defensa de les fosses i la poterna.
Els canons pesants del fort eren alemanys, típicament Krupp, mentre que els mecanismes de la torreta provenien de diverses fonts. El fort estava proveït de llums de senyalització per permetre la comunicació amb els veïns Fort de Loncin i Fort de Liers. Els canons es disparaven amb pólvora negra en lloc de pólvora sense fum, produint gas sufocant als espais de foc confinats que s'estenien per tot el fort.
El 1914, el fort era armat de:
- Artilleria d'abast llarg
  - Dues cúpules giratòries amb un canó de marca Grusonwerk amb un canó obús Krupp de 210 mm d'un abast de 3.250 m
  - Una cúpula giratori amb un canó pivotant Creusot de 150 mm d'un abast de 5.700 m
- Artilleria d'abast curt
  - Quatre cúpules giratòries Grusonwerk amb un canó de 57 mm de tir ràpid
  - Nou canons a tir ràpid de 57 mm
- Un far sota cúpula blindada per a transmetre missatges en Codi Morse als forts veïns

Després de la primera guerra mundial, es va construir una torre d'aeració, uns recers d'observació i una caserna exterior per als temps de pau, es va enfortir la superestructura amb formigó armat i modernitzar l'armament, l'equip elèctric i telefònic.

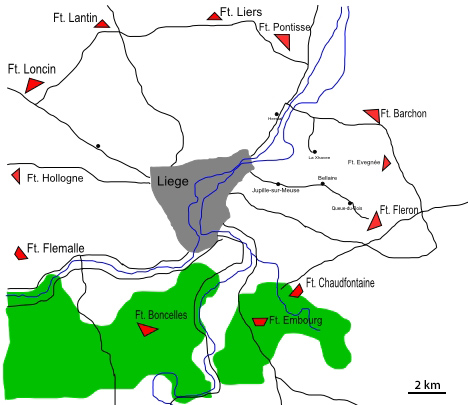
Els forts de Lieja

## Primera Guerra Mundial
El 1914, Flémalle estava comandada pel capità comandant Falize amb cinc oficials i 150 homes. Lieja va ser atacada per primera vegada el 6 d'agost de 1914. Quan les fortificacions de Lieja van resultar inesperadament tossudes, els alemanys van portar artilleria de setge pesada per bombardejar els forts amb projectils molt més grans del que estaven dissenyats per resistir. Flémalle va ser un dels últims forts a patir un fort bombardeig, i va ser l'últim dels forts de Lieja a rendir-se. Després de l'explosió del Fort de Loncin, els alemanys van enviar delegacions als dos últims forts resistents, Flémalle i el Fort de Hollogne, emfatitzant les conseqüències de la resistència contínua. Flémalle es va rendir a les 09:30 del 16 d'agost, dues hores després de Hollogne.

### Posició fortificada de Lieja
L'armament de Flémalles es va millorar a la dècada de 1930 per passar a formar part de la Posició Fortificada de Lieja II, que es va planejar per dissuadir una incursió alemanya a la frontera propera. L'armament es va millorar amb nous canons a les torretes i una bateria antiaèria. Això va anar acompanyat de millores en la ventilació, la protecció, les instal·lacions sanitàries, les comunicacions i l'energia elèctrica. L'armament incloïa una torreta de metralladora, una torreta doble de 105 mm, una torreta amb un sol canó de 150 mm i quatre canons individuals de 75 mm en torretes retràctils. Els canons de 57 mm van ser substituïts per metralladores. També es van proporcionar sis canons antiaeris.

## Segona Guerra Mundial
El 1940, Flémalle estava comandat pel capità comandant Barbieux, amb cinc oficials i uns 150 homes. Després de l'èxit de l'assalt alemany al fort Eben-Emael a l'est, Flémalle va proporcionar suport de foc a les unitats de camp belgues durant els dies següents. El 15 de maig, el fort va ser atacat per bombardejos aeris, que van destruir les torretes. L'endemà, les forces terrestres alemanyes van atacar. Incapaços de muntar una resistència efectiva, el fort es va rendir.

## El museu contemporani
Flémalle va ser parcialment despullat del seu equipament durant l'ocupació alemanya, i de nou per un recuperador a la dècada de 1960. El fort ha estat mantingut per una associació de preservació des del 1992, que ha establert un museu al fort.
Avui, hi ha un museu on s'exposa una col·lecció d'objectes militars i d'armes del període de la segona guerra mundial: fotos, documents, diaris, uniformes, armes, munició, equipament militar belga, alemany, anglès, americà i rus, artilleria, banderes, decoracions i insígnies…

## Galeria d'imatges

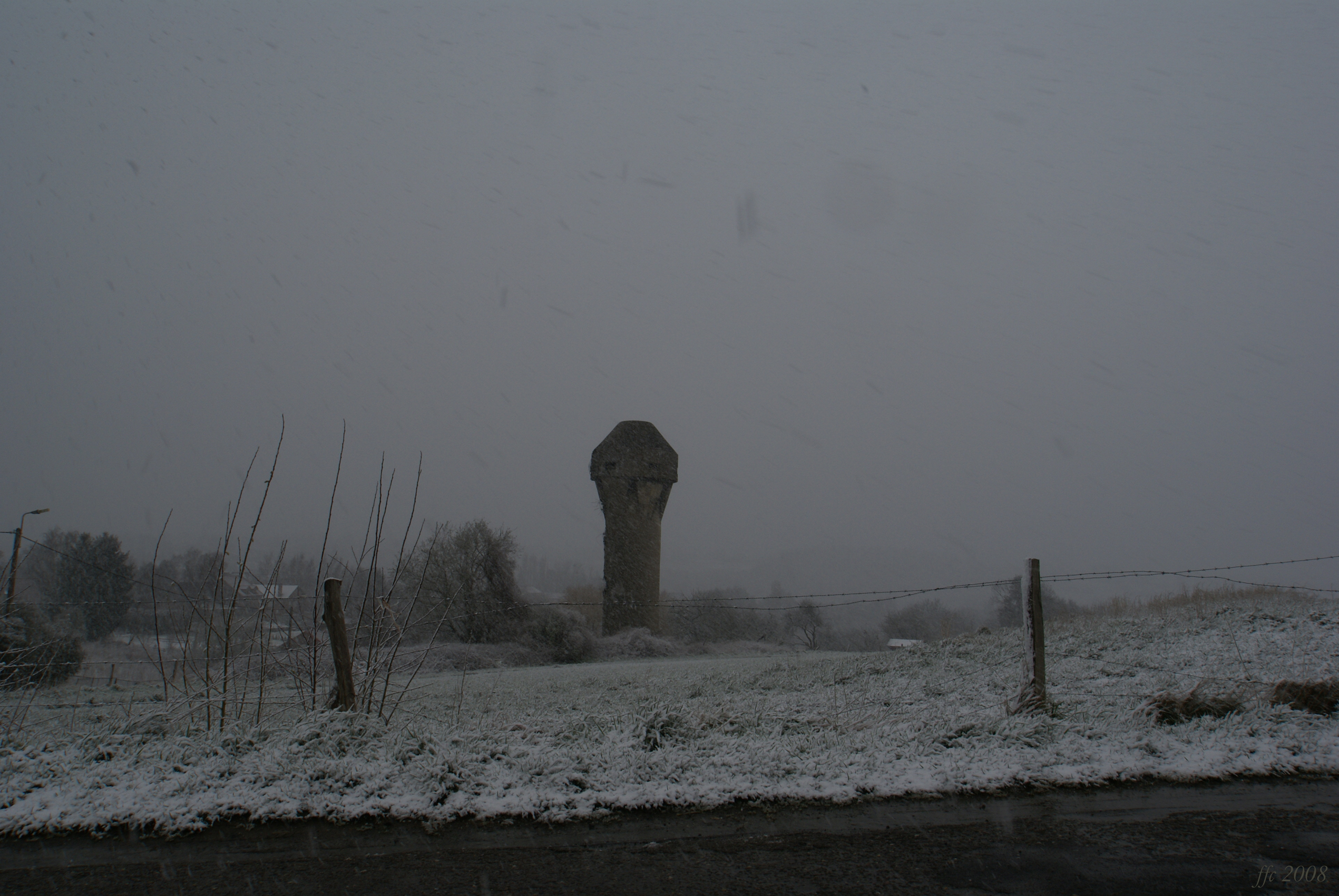
Torre d'aeració (construït durant la modernització de 1931 a 1940)
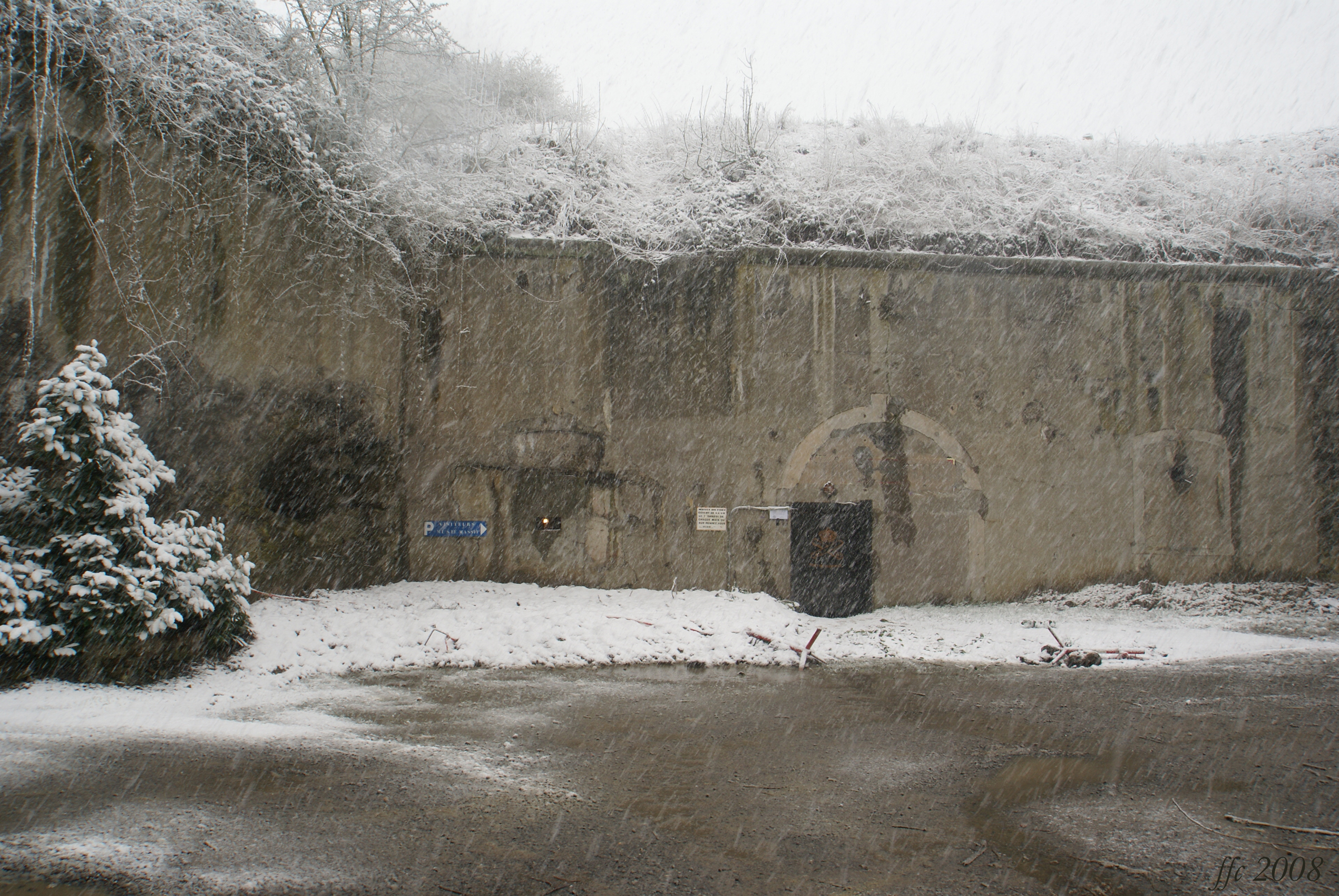
Cort interior del fort